# ミハイル・マチューシン

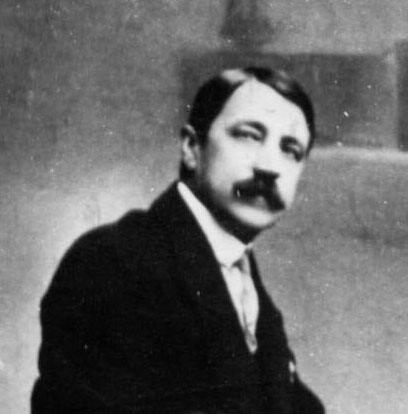
ミハイル・ワシリエーヴィチ・マチューシン

ミハイル・ワシリエーヴィチ・マチューシン（ロシア:Михаи́л Васи́льевич Матю́шин；ラテン文字転写の例：Michael Vasilyevich Matjuschin、*1861年 ニジニ・ノヴゴロド - †1934年10月14日 レニングラード）はロシアの美術家・作曲家でロシア・アヴァンギャルドの主要人物のひとり。

## 概要
1876年から1881年までモスクワ音楽院に学び、1882年から1913年までペテルブルク宮廷楽団のヴァイオリン奏者として活動する。その間、生涯の伴侶となったエレーナ・グロとともに私塾で絵を学び、一連の風景画を描いていた。やがて画壇における未来派運動の指導者のひとりとして活躍し、カジミール・マレーヴィチと生涯にわたる友情を培う。1913年にマレーヴィチらとともに、歌劇《太陽の征服》を共作。マレーヴィチはおそらくこの舞台美術を担当したことで、スプレマチズムの展開を思い付いたらしい。マチューシンが音楽を担当して、ヴェリミール・フレーブニコフの詩に曲付けを行なった。
1921年から1923年まで芸術文化博物館に勤め、その実行委員会に所属。1923年の初頭からは、同博物館の芸術研究部門に参加した。